# Achramorphidae
Achramorphidae là một họ bọt biển vôi trong bộ Leucosolenida.